# Trews

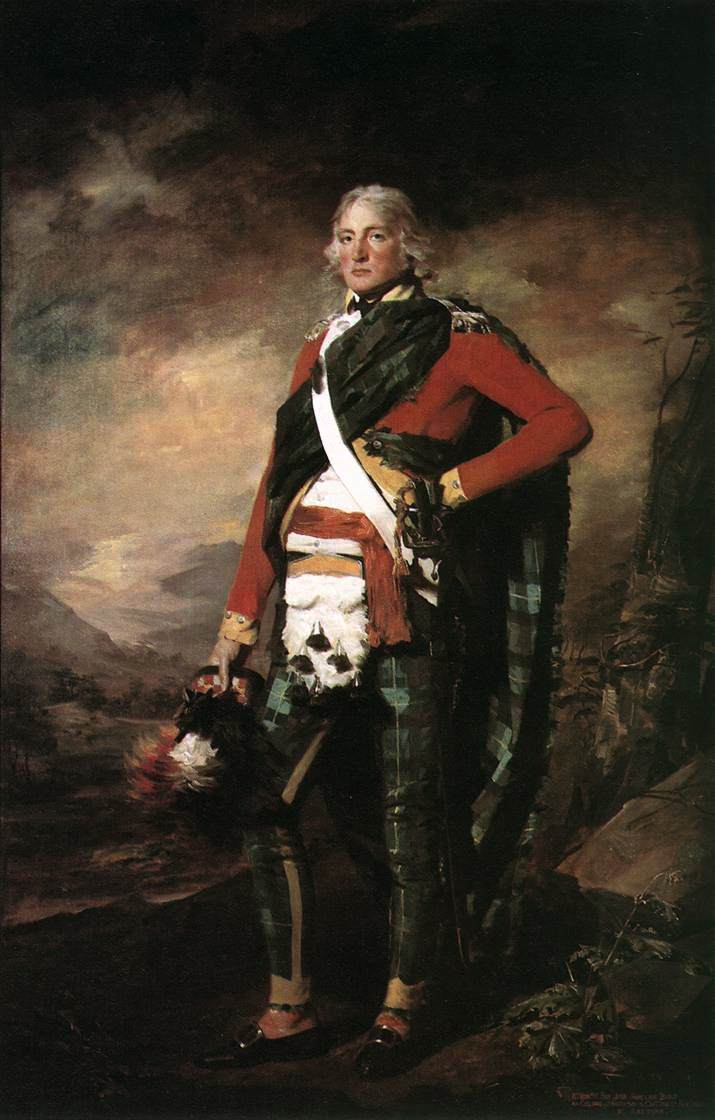
Sir John Sinclair, Henry Raeburn, 1794–95. Sir John trägt Leder-gesäumte Trews deren Stoff im Parallelschnitt bearbeitet wurde.

Trews (auch: schottisch-gälisch Truis, Triubhas) sind ein Männer-Kleidungsstück für Beine und Unterbauch, eine traditionelle Form von Tartan-Hosen des schottischen Highland Dress. Trews können mit Leder verstärkt sein. Gewöhnlich kommt dabei Wildleder zum Einsatz, speziell an der Innenseite der Beine, um Abrieb beim Reiten zu vermindern.
Tartan-Trews teilten das Los aller anderen Elemente des Highland Dress, unter anderem ein Verbot (proscription) durch den Dress Act von 1746, der es verbot, dass Männer und Jungen die „truis“ außerhalb des Militärdienstes trugen. Der Dress Act wurde erst 1782 unter der Herrschaft von König George III. aufgehoben.

## Ursprünge
Die Tartan-Truis (trousers) lassen sich bis 1538 zurückverfolgen. Schon damals gab es im mittelalterlichen Stil gewobene Tartan-Hosen, die besonders im Winter in den Highlands getragen wurden, wenn die Kilts nicht genügend Schutz boten. Die Bezeichnung im Gälischen ist triubhas, anglisierte Formen sind „truis“, „trowse“ oder „trews“. Die Bedeutung ist wie beim Englischen Trousers.

## Tradition

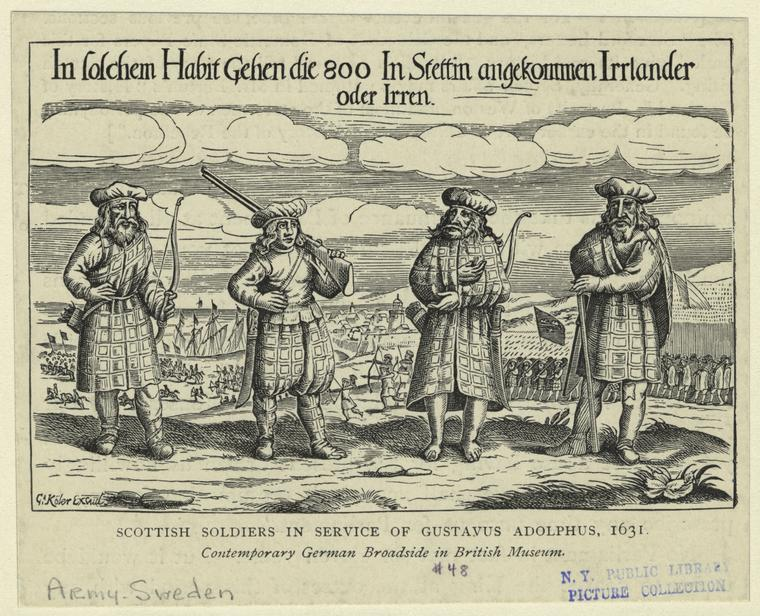
Schottische Söldner im 17. Jh. mit frühen Typen von „trews“, oder Tartan-Hosen und Breeches.

Traditionell waren trews enganliegende Kleidungsstücke, vergleichbar den mit Füßen versehenen „Hosen“ der Renaissance. Möglicherweise liegt dort auch der Ursprung. Der römische Schriftsteller Tacitus erzählt jedoch bereits in seinem Bericht zum Jahr 69 n. Chr., dass der römische General Aulus Caecina Alienus als hochmütig angesehen wurde, weil er fremdländische Hosen trug, wenn er sich mit Toga-gewandeten Senatoren traf.
Es gab Trews als Knee-breeches (knielang) oder in voller Länge.
Gewöhnlich wurde der Stoff für die Trews im Schrägschnitt (cross-grain/bias) zugeschnitten, wodurch der Stoff sich besser dehnte und an den Körper anpasste, während das Tartan-„sett“ diagonal anstand.

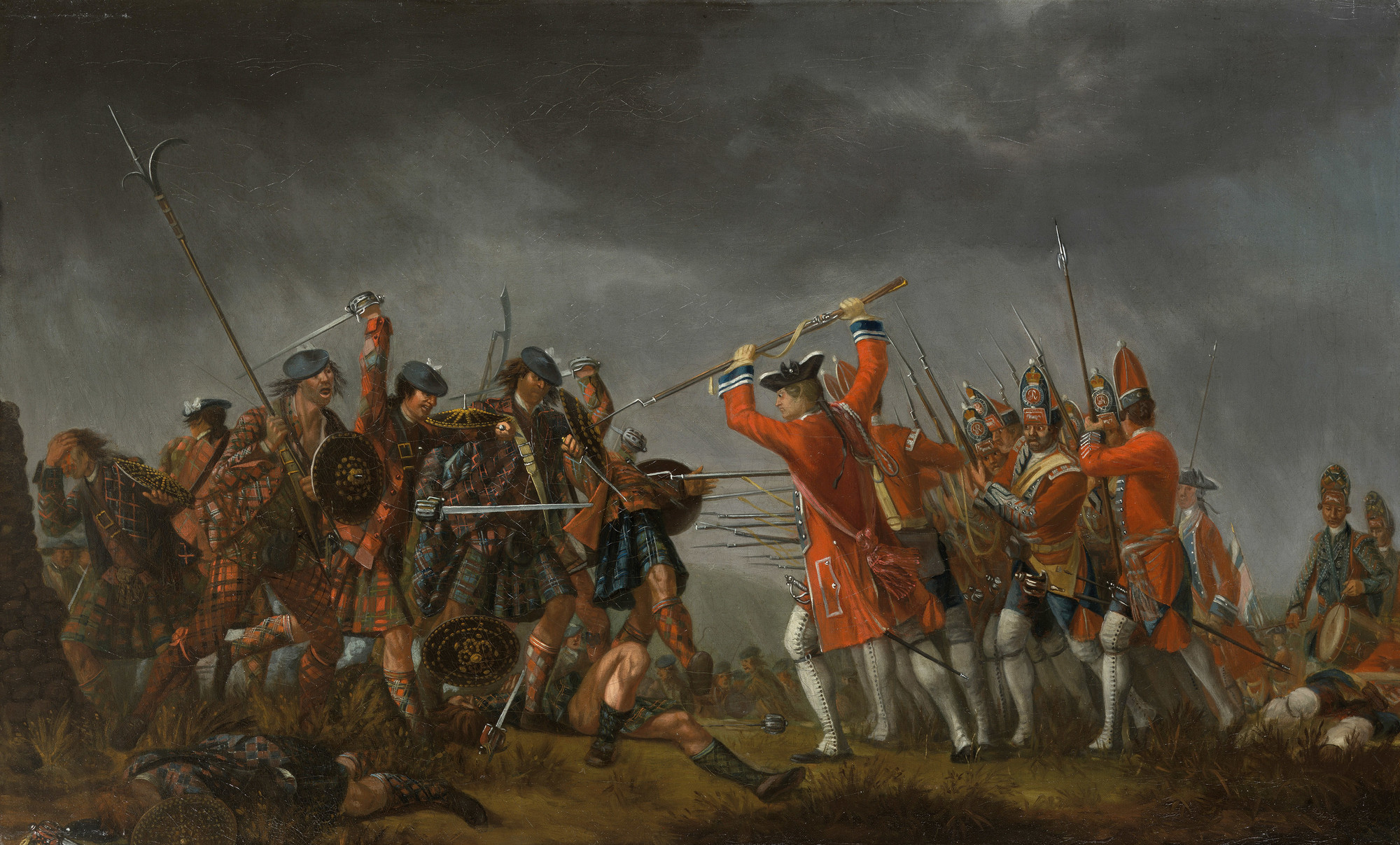
David Morier, Schlacht von Culloden, 1746.

Die lange „hose“ ging bis über die Hüfte und wurden mit einem Leinenstoff verbunden. Sie wurden unterhalb des Knies mit Strumpfbändern (den Vorläufern der „flashes“ beim Highland Dress) befestigt. David Morier hat diesen Stil in seinem Bild der Schlacht bei Culloden verewigt. Die schottische Folklore erzählt, dass im 16. bis 18. Jahrhundert diese triubhas die verbreitetste Bekleidung in den Highlands waren. Dazu muss erwähnt werden, dass die Hochland-Schotten auf Reisen kürzere Hosen trugen, die nur bis zum Knie reichten, und dass sie ihre „bed-garments“ (Schlafdecken) um die Hüften banden und damit eine Form des Great Kilt (Belted Plaid) begründeten.

### Highland Dance

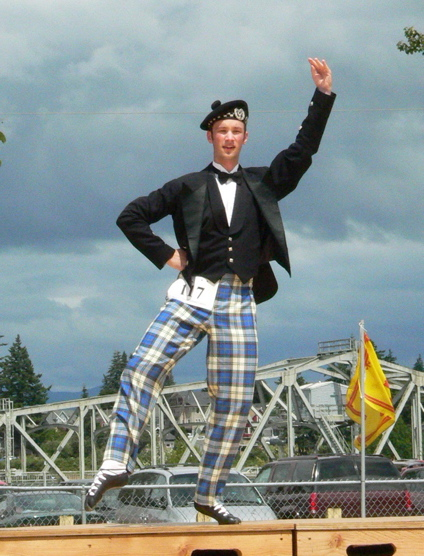
Highland Dancer in trews.

Beim Seann-Triubhas-Tanz werden eine Reihe von seitwärts-Kicks ausgeführt. Gelegentlich wird behauptet, dass diese Bewegung die Ablehnung („wegkicken“) der Trews zu Gunsten des Kilts darstellt. D. G. MacLennan schreibt jedoch in Traditional Highland and Scottish Dances, dass er selbst diese Tanzfigur erfunden habe und dies nichts mit einer Ablehnung der Hosen zu tun habe. Trews sind für Tanzwettbewerbe völlig regelkonform.

## Moderne Trews und Militär-Trews
Moderne Trews werden eher wie gewöhnliche Hosen geschnitten mit dem Stoff im Parallelschnitt, aber ohne einen seitlichen Saum. Sie sind oft hoch-tailliert und werden gewöhnlich mit einem kurzen Jacket (Sakko) getragen, alternativ zum Kilt.
Bis zur Gründung des Royal Regiment of Scotland 2006 wurden Military Trews üblicherweise von Soldaten der Scottish Lowlands-Regimenter als Teil ihrer No 1, mess and full dress uniform (Ausgeh- und Paradeuniform) getragen. Mitglieder der Scottish Highland-Regimenter waren üblicherweise angewiesen, Kilts zu den entsprechenden Anlässen zu tragen. Alle Highland-Regimenter tragen jedoch in letzter Zeit auch Trews zu weniger formalen Anlässen als Barracks and Training Dress. Sie gehörten auch zur Uniform der Composit-Regimenter der Highlanders (Seaforth, Gordons and Camerons) (1994). Das neue Royal Regiment of Scotland umfasst alle früheren schottischen Infanterie-Züge und erlaubt Trews für bestimmte Anlässe.
Historisch gehören Trews zur kulturellen Tradition der Highlands, nicht der Lowlands. Und da die Lowland-Regimenter als erste der schottischen Regimenter mitter der 1660er bis in die 1680er gebildet wurden, trugen die Lowland-Soldaten britische Standard-Militäruniformen und hatten auch kein Interesse Tartan-Kleidung zu tragen und zum Klang von Dudelsäcken zu marschieren. Sie betrachteten diese Traditionen als fremd und wild. Daher trugen die berühmten schottischen Lowland-Regimenter (1st Regiment of Foot, 21st Regiment of Foot, 25th Regiment of Foot, 26th (Cameronian) Regiment of Foot, 70th (Surrey) Regiment of Foot, 90th Regiment of Foot (Perthshire Volunteers), 94th Regiment of Foot, 99th (Lanarkshire) Regiment of Foot) bis 1881 die Standard British Uniform.
Unterdessen bestanden die Highland-Regimenter darauf, die ab 1739 gebildet wurden, ihre heimischen Trachten und die Great Highland War-Pipes zu behalten, wenngleich in einer abgewandelten Form, die an die britische Militär-Identität angepasst war. Zunächst trugen sie den komplizierten Belted Plaid und später, um auch Rekruten zu ermuntern, die mit solchen Kleidungsstücken nicht vertraut waren, nahmen sie den einfacheren Kilt an. Jedoch wurden Trews ab dem späten 18. Jahrhundert zunehmend als Kleidung außerhalb des Dienstes und sogar als Kampfanzug getragen. Beispielsweise nutzte das 91st Highland Regiment of Foot Trews im Verlauf des Walcheren-Feldzuges 1809 und das 93rd Highland Regiment of Foot während des War of 1812 (1812–1815) gegen die Vereinigten Staaten, beim britischen Feldzug gegen New Orleans im Januar 1815 und während der desaströsen Battle of Chalmette Plain (wobei die Lithographien der Kriegsberichterstattung fälschlich Schotten in Kilts darstellen). Highland Regimenter, die in heißen oder ungesunden Gebieten eingesetzt waren, nutzten oft einfache weiße Cotton Trousers.
Nach König George IV. erfolgreichem ersten Besuch in Schottland 1822 befahl er eine Wiedereinführung des Highland Dress und der Traditionen für ein de-kilted Regiment (dem früher das Kilt-tragen verboten worden war). Das gewählte Regiment war das älteste dieser Regimenter, das 72nd. Man nahm das Highland Feather Bonnet und die Highlandversion des roten Coatee (Uniformjacke) an, aber anstatt des Kilts wurden Trews für alle Anlässe eingeführt. Der gewählte Tartan war eine neue Form des roten Royal Stewart Tartan, der so genannte Prince Charles Edward Stuart, was die neue romantische Einstellung deutlich macht, gegenüber allem was jacobitisch ist.
Aufgrund dem militärischen Gebrauch der Trews bei den Lowland Regimentern wurden die Trews als Teil des Lowland Dress in der Zivilbevölkerung wahrgenommen und galten lange Zeit als Lowland Dress im Gegensatz zum „Highland Kilt“.

## Plus-fours und Golf-Bekleidung
Tartan Plus-Fours sind traditionelle Golf-Hosen, die nach dem Vorbild der Trews entstanden sind. Diese Art Hosen geht bis 4 inches unterhalb des Knies und wird oft zusammen mit Argyle-Kniestrümpfen getragen. Plus-fours wurden in den Vereinigten Staaten populär durch einen Besuch von Eduard VIII. (Prince of Wales) 1924. Die Tartan Trousers in voller Länge, die von vielen Golfern getragen werden, sind ebenfalls nach dem Vorbild der Trews gemacht, aber weiter geschnitten, um bessere Bewegungsfreiheit zu ermöglichen und in wärmerem Klima mehr Annehmlichkeiten zu bieten.